# Grand Prix automobile de Monza
Le Grand Prix automobile de Monza (Gran Premio di Monza) était une course automobile disputée sur le circuit de Monza en Italie. Il s'est disputé sur le grand circuit de 10 km combinant le circuit « routier » et l'ovale (1922, 1930, et 1932), sur l'ovale de 4,5 km seul (1929 et 1933), ou sur le circuit routier seul (6,86 km en 1930 et 1931, puis 6,3 km entre 1948 et 1952,,,,).

## Historique
À la suite du terrible accident d'Emilio Materassi au Grand Prix d'Italie 1928 au cours duquel 27 spectateurs ont perdu la vie, le Grand Prix d'Italie est annulé en 1929 et en 1930. Pour ne pas laisser à l'abandon le circuit de Monza, le Grand Prix de Monza est organisé, se substituant au Grand Prix d'Italie. Lorsque le Grand Prix d'Italie revient au calendrier des courses, le Grand Prix de Monza prend alors la place d'un évènement séparé, parfois en ouverture du Grand Prix national.
La course était généralement divisée en trois manches d'environ trente minutes, une pour chaque catégorie de moteur, d'une manche de repêchage et d'une cinquième manche finale.
L'épreuve de 1933, qui se disputait le 10 septembre sur l'ovale très rapide de 4,5 km, restera comme la « journée noire » de Monza. Trois importants pilotes de l'époque : Giuseppe Campari, Baconin Borzacchini et le comte Stanisław Czaykowski périssent dans deux accidents à quelques heures d'intervalle dans le banking (virage relevé ) sud du circuit,. Le monde de la course, abasourdi, prédit alors la fin, non seulement du Grand Prix de Monza, mais aussi du circuit original de Monza long de 10 km. Pendant ce temps, le Grand Prix d'Italie se poursuit, toujours à Monza. Les organisateurs disposent des chicanes pour réduire la vitesse et ainsi, le danger sur la piste.
Après la Seconde Guerre mondiale, le Gran Premio dell'Autodromo di Monza est encore disputé à cinq reprises de 1948 à 1952. La première de ces courses est disputée sous la règlementation de la Formule 1 tandis que les trois suivantes le seront suivant la règlementation de la Formule 2. Aucune de ces épreuves n'a compté en championnat du monde.
De nos jours, le Grand Prix d'Italie est souvent confondu avec le Grand Prix de Monza puisque les deux épreuves sont associées à la piste de Monza.

## Palmarès
| Année     | Vainqueur           | Voiture       | Règles        | Résultats |
| --------- | ------------------- | ------------- | ------------- | --------- |
| 1922      | André Dubonnet      | Hispano-Suiza | Formule Libre | Résultats |
| 1923-1928 | Non couru           | Non couru     | Non couru     | Non couru |
| 1929      | Achille Varzi       | Alfa Romeo    | Grand Prix    | Résultats |
| 1930      | Achille Varzi       | Maserati      | Grand Prix    | Résultats |
| 1931      | Luigi Fagioli       | Maserati      | Grand Prix    | Résultats |
| 1932      | Rudolf Caracciola   | Alfa Romeo    | Grand Prix    | Résultats |
| 1933      | Marcel Lehoux       | Bugatti       | Grand Prix    | Résultats |
| 1934-1947 | Non couru           | Non couru     | Non couru     | Non couru |
| 1948      | Jean-Pierre Wimille | Alfa Romeo    | Formule 1     | Résultats |
| 1949      | Juan Manuel Fangio  | Ferrari       | Formule 2     | Résultats |
| 1950      | Luigi Villoresi     | Ferrari       | Formule 2     | Résultats |
| 1951      | Alberto Ascari      | Ferrari       | Formule 2     | Résultats |
| 1952      | Giuseppe Farina     | Ferrari       | Formule 2     | Résultats |
| 1953-1979 | Non couru           | Non couru     | Non couru     | Non couru |
| 1980      | Derek Warwick       | Toleman       | Formule 2     | Résultats |